# Abbey Lee

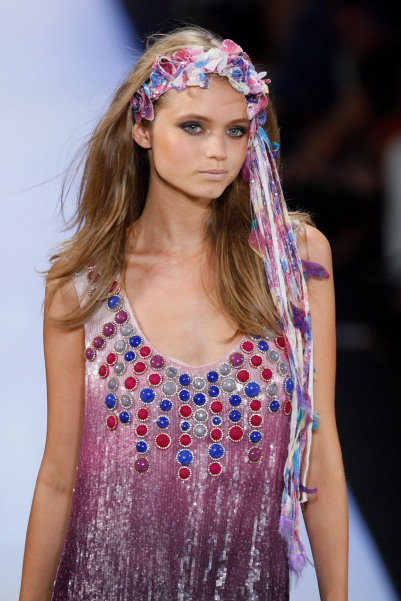
Abbey Lee

Abbey Lee Kershaw (n. 12 iunie 1987, Melbourne, Australia) este un fotomodel australian. Ea a urmat școala primară St Michael's din Melbourne, apoi studiile secundare le-a urmat la The Academy of Mary Immaculate (Academia Neprihănitei Fecioare) în Fitzroy. Cariera ei în industria modei a început atunci când a câștigat Girlfriend Covergirl Model organizat pentru căutare de modele în Australia. Abbey Lee s-a mutat de la Melbourne unde a lucrat în secțiunea de panificație, la Sydney. Ea a apărut în campanii pentru branduri cum ar fi Gucci, D & G, Express, Chanel, Chloe, Ralph Lauren, Karl Lagerfeld, Gap, Moussy, Brotherhood Guilty, Fendi, Mulberry, Jaeger, H & M și Calvin Klein.